# 飯塚正
飯塚 正（いいづか ただし、1929年（昭和4年）1月29日 - 2019年（平成31年）3月4日）は、昭和から平成時代の政治家。新潟県柏崎市長、新潟産業大学理事長を務めた。

## 経歴
柏崎市出身。1946年（昭和21年）新潟県立柏崎農学校卒業。
1959年（昭和34年）柏崎市議会議員に当選し、1987年（昭和62年）4月に7期目の途中で辞職するまで務めた。この間、1975年（昭和50年）5月から1979年（昭和54年）4月まで同市議会議長を歴任。1987年（昭和62年）以来、柏崎市長に2選。1992年（平成4年）11月、2期目の途中で辞職した。ほか、新潟産業大学理事長を務めた。
市長在任中は原子力発電所誘致による地域振興、新潟産業大学および新潟工科大学の開学、第6次上水道拡張事業に尽力した。
2019年（平成31年）3月4日、老衰のため柏崎市内の病院で死去した。